# Eudorcas
Eudorcas es un género de mamíferos artiodáctilos pertenecientes a la familia Bovidae. A las especies del género todavía se les llama gacelas, dado que anteriormente Eudorcas se consideraba un subgénero de Gazella. Colin Groves separó el género en 2000.

## Especies
Se incluyen varias especies dentro del género, una extinta cuya validez como especie fue discutida:
- Género Eudorcas
  - Eudorcas albonotata - Gacela de Mongalla
  - Eudorcas nasalis - Gacela del Serengueti. Fue considerada subespecie de E. thomsonii
  - Eudorcas rufifrons - Gacela de frente roja
  - Eudorcas rufina (†) - Gacela roja, extinta
  - Eudorcas thomsonii - Gacela de Thomson
  - Eudorcas tilonura - Gacela de Eritrea. Fue considerada subespecie de E. rufifrons